# Orgue de Lloret
L'orgue de Lloret està ubicat a l'actual parròquia de Lloret de Vistalegre, municipi situat al centre geogràfic de l'illa de Mallorca.
A l'inventari fer dia 19 de gener de 1569 hi trobem "item uns organs xichs movibles". Aquest mateix any l'orgue fou traslladat a la parròquia de Sineu. El 1570, es tornà l'orgue a Lloret per no poder pagar les vuitanta lliures que li devien a l'orguener i els frares encara no havien acabat de pagar-ho. El 15 de desembre de 1626 hi ha un pagament "a Ms. Stada per adobar lo orga quatre lliures". El 30 de setembre de 1639 es paga un escut per "trempar lo orgue".
A finals de juny de 1641 trobem a l'orguener dominic Fra Vicenç Pizà treballant a aquest orgue. Al segle xviii hi havia un orgue al mig de la barana del cor, de què queden encara bastants tubs a l'orgue actual. També que el secret abandonat sobre una capella. Es tractava d'un petit instrument de quatre octaves amb set varilles i teclat de 45 notes.
Aquest orgue es va construir en dues etapes. Primerament el cos central, que correspon a l'Orgue Major i el 1913, s'afegiren els dos cossos laterals que corresponen a l'Orgue d'Ecos i al Violó.
A finals de gener de 1996, Pere Reynés de la mà de Miquel Rigor va començar una restauració de l'instrument, inaugurant-se la primera etapa dins el mes d'agost del mateix any per la festa de Sant Domingo. Li varen afegir un mecanisme de canvi de marxa i un doble tub d'escapament organal. Després d'aquestes modificacions el propi Miquel va declarar que el so d'aquest orgue produïa un efecte que li transportava a la presencia de Jesucrist. Va ser reestrenat per l'organista Ferran Alonso aquell mateix any.
Actualment l'orgue està situat al fons del cor, aferrat a la paret. La seva afinació és inusual en aquests tipus d'orgues (a'=4:20).